# 5 липня
5 липня — 186-й день року в григоріанському календарі (187-й у високосні). До кінця року залишається 179 днів.

## Свята і пам'ятні дні

### Міжнародні
- День бікіні.

### Національні
- Україна: День звільнення міста Краматорська від російської окупації.
- Україна: День звільнення міста Слов'янська від російської окупації.
- Венесуела: Національне свято Боліварської Республіки Венесуела. День Незалежності (1811). День національних збройних сил.
- Кабо-Верде: Національне свято Республіки Кабо-Верде. День Незалежності (1975)
- Вірменія: День Конституції.
- Чехія,  Словаччина: День Кирила і Мефодія.
- Алжир: День Незалежності.
- Туркменістан: День працівників судових органів.
- Канада: Національний день профілактики травматизму.
- США:
  - Національний день трудоголіка.
  - Національний день пирога з яблучною начинкою.

### Релігійні

#### Християнство
- День Святого Афанасія Афонського.
- День Святого Антонія Марія Дзаккарій.

Православні:
- День Святого Афанасія Афонського.
- Мучениць Анни і Кирилли.
- Преподобного Лампада Іринопольського.

### Іменини
Православні: Сергій, Анна

## Події
- 1054 — в сузір'ї Тельця вибухнула зірка, створивши величезну супернову, видиму на Землі протягом 23 діб вдень і 633 діб вночі. Явище викликало величезну паніку в різних країнах.
- 1439 — підписано Флорентійську унію про об'єднання Православної та Католицької Церков під владою Римського Папи. Її підписали на Флорентійському соборі, Православну церкву представляв митрополит Київський Ісидор.
- 1687 — опубліковано першу фундаментальну працю Ісаака Ньютона «Прінсипа».
- 1809 — Битва під Ваграмом.
- 1841 — Томас Кук відкрив перше у світі туристичне агентство.
- 1865 — у Лондоні засновано благодійницьку організацію «Армія Спасіння».
- 1866 — Від холери помер Йосип Гладкий — останній кошовий Задунайської Січі.
- 1919 — після 9-годинного бою війська УНР зайняли Жмеринку. Червоноармійці, відступаючи, підірвали тунель і зіпсували 36 паровозів.
- 1939 — у Миколаєві здано в експлуатацію міську каналізацію — на будівництво важливого для міста об'єкту витрачено 4 млн руб.
- 1941 — у Кракові німецькою поліцією заарештований і депортований до Берліна провідник Організації Українських Націоналістів Степан Бандера.
- 1946 — вперше показали людям купальник-бікіні.
- 1954 — Елвіс Преслі записав свою першу пісню «That's All Right, Mama».
- 1965 — у м. Калуш (Івано-Франківська область) став до ладу хімічно-металургійний комбінат.
- 1965 — у м. Києві розпочато будівництво нового житлового масиву Оболонь.
- 1974 — у м. Лозанна (Швейцарія) Українська РСР підписала Всесвітню поштову конвенцію.
- 1978 — в Москві відкрилась дев'ята сесія Верховної Ради СРСР дев'ятого скликання, на якій було прийнято Закон СРСР про Раду міністрів СРСР, Закон СРСР про порядок укладання, виконання і денонсації міжнародних договорів СРСР, Закон СРСР про вибори до Верховної Ради СРСР.
- 1985 — Сергій Бубка переміг на міжнародних змаганнях з легкої атлетики у стрибках з жердиною у Брюсселі з результатом 580 см.
- 1991 — Верховна Рада УРСР ухвалила заяву про безпідставність територіальних претензій Румунії до України стосовно Північної Буковини та Подунав'я.
- 1994 — в Інституті підготовки кадрів Служби безпеки України відбувся перший випуск слухачів.
- 1994 — 809 населених пунктів у семи областях України залишилися без електропостачання внаслідок урагану. Завдано значних збитків населеним пунктам і посівам.
- 2014 — українські війська звільнили місто Краматорськ та звільнили місто Слов'янськ від бойовиків маріонеткової ДНР.

## Народились
Дивись також Категорія:Народились 5 липня
- 182 — Сунь Цюань, визначний політичний та військовий діяч Китаю.
- 1761 — Луї Леопольд Бойль, французький живописець і гравер.
- 1802 — Павло Нахімов, адмірал Російського імператорського флоту українського походження.
- 1813 — Антоніо Гарсія Гутьєррес, іспанський драматург, автор п'єси, що послужила основою для однойменної опери Джузеппе Верді «Трубадур» .
- 1879 — Двайт Девіс, американський тенісист.
- 1889 — Жан Кокто, французький письменник.
- 1891 — Тин Уєвич, хорватський поет, есеїст і критик, перекладач; представник «хорватського авангардизму».
- 1911 — Жорж Помпіду, президент Франції (1969–1974).
- 1919 — Олена Отт-Скоропадська, молодша дочка останнього гетьмана України Павла Скоропадського; З 1975 року очолювала Союз гетьманців-державників.
- 1939 — Павло Морозенко, радянський актор театру і кіно, Заслужений артист УРСР.
- 1944 — Женев'єва Град, французька кіноакторка, відома за роллю у серії фільмів про жандарма.
- 1952 — Іван Заєць, український політик.
- 1954 — Майкл Седлер, канадський рок-співак (Saga).
- 1955 — Ярослав Федоришин, актор, режисер, засновник і художній керівник львівського театру «Воскресіння».
- 1986 — Юрій Чебан, український веслувальник-каноїст, дворазовий чемпіон Олімпійських ігор (2012, 2016), бронзовий призер Олімпійських ігор (2008). Заслужений майстер спорту України.
- 1991 — Максим Кагал, український спортсмен-кікбоксер, офіцер Національної гвардії України, учасник російсько-української війни. Герой України.
- 1992 — Петро Полицяк, український військовик, солдат Збройних сил України. Один із «кіборгів». Герой України.
- 1997 — Роман Ратушний, український громадський діяч, журналіст, учасник російсько-української війни.
- 1997 — Роман Бутусін, український військовик, солдат Збройних сил України, учасник російсько-української війни. Герой України.

## Померли
Дивись також Категорія:Померли 5 липня
- 1080 — Іслейвур Ґіссурарсон, перший християнський єпископ Ісландії.
- 1817 — Луїс де Ласі, іспанський політичний діяч; учасник Іспанської революції 1808—14; генерал.
- 1826 — Стамфорд Рафелз, британський державний діяч.
- 1833 — Жозеф Нісефор Ньєпс, французький винахідник.
- 1906 — Жюль Бретон, французький художник-реаліст.
- 1911 — Джордж Стоні, британський, з ірландськими коренями фізик та математик.
- 1912 — Адолфс Алунанс, латвійський актор, режисер, драматург.
- 1916 — Теофіл Копистинський, український художник-реаліст, портретист, реставратор.
- 1927 — Альбрехт Коссель, німецький біохімік і фізіолог, нобелівський лауреат.
- 1963 — Андрій Василенко — академік АН УРСР, доктор технічних та доктор сільськогосподарських наук, лауреат Державної премії СРСР.
- 1966 — Дьєрдь де Гевеші, угорський хімік.
- 1969 — Вальтер Ґропіус, німецький архітектор, засновник Баугауза.
- 1969 — Вільгельм Бакхауз, німецький піаніст.
- 1975 — Вірський Павло Павлович, український танцівник і хореограф, організатор Національного ансамблю танцю України.
- 1986 — Ярослав Стецько, український політичний та військовий діяч, активний діяч ОУН. в'язень німецьких концтаборів, керівник Антибільшовицького блоку народів, голова Проводу ОУН (б).
- 1995 — Марго Борис (Борис Марголіс), український і американський художник-сюрреаліст. Народився в м. Волочиськ, Хмельницької області. Закінчив Одеське художнє училище.
- 2011 — Сай Твомблі, американський художник, абстракціоніст і імпресіоніст
- 2014 — Митрополит Володимир, архієрей Української православної церкви МП з 1966 року. З 1992 по 2014 роки її предстоятель, митрополит Київський і всієї України.